# Марции
Марции (на латински: Marcii) са известен древноримски род, с патрициански и плебейски клон. Най-значими клонове на фамилията са Филипи и Рег (Reges). Името произлиза от преномен Marcus с добавяне на -ius.
Мъжете носят името Марций, а жените Марция.
Прочути личности от рода Марции:
- Нума Помпилий, († 671 пр.н.е.), вторият цар на Древен Рим е прародител на Марциите.
- Анк Марций, († 617 пр.н.е.), четрвъртият цар на Древен Рим е внук на Нума по майчина линия.
- Гней Марций Кориолан, (Кориолан), (* 505 пр.н.е; † 488 пр.н.е.), легендарен римски войн
- Гней Марций, народен трибун 389 пр.н.е.
- Гай Марций Руцил, консул 357, 352, 344 и 342 пр.н.е., първият плебейски диктатор 356 пр.н.е.
- Гай Марций Руцил Цензорин, консул 310 пр.н.е.
- Квинт Марций Филип, консул 281 пр.н.е.
- Квинт Марций Рекс, консул 118 пр.н.е.
- Луций Марций Филип (консул 91 пр.н.е.)
- Луций Марций Филип, консул 56 пр.н.е.
- Квинт Марций Рекс (консул 68 пр.н.е.)
- Квинт Марций Барей Соран, суфектконсул 34 г.
- Квинт Марций Барей Соран (консул 52 г.), суфектконсул 52 г.
- Марций Турбо (2 век), римски преториански префект
- Марций Агрипа (300 г.), римски политик

## Жени отgensМарции
- Марция, съпруга на консул Марк Атилий Регул
- Марция, дъщеря на Квинт Марций Рекс и баба по баща на диктатор Гай Юлий Цезар
- Марция (съпруга на Катон Млади), дъщеря на Луций Марий Филип; втората съпруга на Катон Млади
- Марция, дъщеря на Луций Марций Филип и Ация, леля на Август; съпруга на Павел Фабий Максим, консул 11 пр.н.е.
- Марция, дъщеря на сенатор Авъл Кремуций Корд
- Марция, майка на Улпия Марциана и император Траян
- Марция Фурнила, сестра на Марция, майката на Траян. Втора съпруга на император Тит
- Марция Сервилия Сорана, братовчедка на Фурнила и Марция, 1 век
- Марция (конкубина на Комод) († 193 г.)
- Марция Отацилия Севера, съпруга на римския император Филип I Араб (244 – 249)
- Марция, светица на православните християни, чества се на 18 декември

Други:
- Аква Марция, акведукт
- Библиотека Марчана, Венеция, Италия
- Marciana Silva, така наричат римляните Шварцвалд